# Ось конечности
Ось конечности — представляет собой условную линию, вдоль которой распространяется основная механическая нагрузка на тело или его часть. Является важным понятием в ревматологии и травматологии. На способность конечности выдерживать осевую нагрузку ориентируются при определении тяжести многих заболеваний и травм.

## Диагностическая значимость
С момента выхода первых живых организмов на сушу все большее значение для опорно-двигательной системы имеет скелет его структура и целостность. В медицинской практике понятие оси конечности известно с античных времен, в дошедших до нас письменных источниках уже описываются способы диагностики и лечения переломов, в их числе мы видим описание действий, очень схожих с оценкой осевой нагрузки на конечность, принятых в настоящее время.
Проверка возможности перенесения конечностью осевой нагрузки является одним из симптомов, позволяющих отличить перелом от вывиха или растяжения связок. Так же зачастую симптом осевой нагрузки позволяет оценить локализацию перелома.

## Анатомические ориентиры
Ось конечности проводится через стандартные точки, так называемые анатомические ориентиры. В качестве анатомических ориентиров используются костные выступы, расположенные так, чтобы их положение было идентичным для подавляющего числа людей в популяции, и они были легко доступны для пальпации или визуальной оценки.

### Анатомические ориентиры верхней конечности
Длинной осью верхней конечности является линия, проведенная через середину головки плечевой кости (caput humeri), головку лучевой кости (capitulum radii) и III палец кисти(os digitorum III).
При этом предплечье должно занимать положение супинации (ладонь обращена кверху).
У некоторых здоровых людей может выявляться отклонение предплечья кнаружи, образуя деформацию cubitus valgus. Чаще такая деформация характерна для женщин и считается нормой, если не превышает 12 градусов.

### Анатомические ориентиры нижней конечности
Ось нижней конечности, проведенная через переднюю верхнюю ость подвздошной кости (spina iliaca anterior superior), середину или внутренний край коленной чашечки (patella) и первый межпальцевой промежуток стопы.
В норме возможны небольшие искривления оси нижних конечностей. Так, для мужчин характерна варусная деформация (под углом открытым вовнутрь) до 5 градусов, а для женщин — вальгусная (под углом открытым кнаружи) до 5 градусов.